# Liste des chapelles de la Charente-Maritime
La liste des chapelles de la Charente-Maritime présente les chapelles de culte catholique situées sur le territoire des communes du département français de la Charente-Maritime. Il est fait état des diverses protections dont elles peuvent bénéficier, et notamment les inscriptions et classements au titre des monuments historiques.
Toutes sont situées dans le diocèse de La Rochelle et Saintes.

## Liste
| Chapelle                                                                      | Commune                       | Adresse | Coordonnées                        | Notice         | Protection | Date | Illustration                                                        |
| ----------------------------------------------------------------------------- | ----------------------------- | ------- | ---------------------------------- | -------------- | ---------- | ---- | ------------------------------------------------------------------- |
| Chapelle du collège du Saint-Sacrement d'Aigrefeuille-d'Aunis                 | Aigrefeuille-d'Aunis          |         | 46° 07′ 06″ nord, 0° 55′ 58″ ouest |                |            |      | Image manquante Téléverser                                          |
| Chapelle du Puy-Gauthreul                                                     | Agonnay                       |         | 45° 53′ 52″ nord, 0° 43′ 42″ ouest |                |            |      | Chapelle du Puy-Gauthreul                                           |
| Chapelle d'Aulnay                                                             | Aulnay                        |         | à géolocaliser                     |                |            |      | Chapelle d'Aulnay                                                   |
| Chapelle d'Ébéon                                                              | Authon-Ébéon                  |         | à géolocaliser                     |                |            |      | Chapelle d'Ébéon                                                    |
| Chapelle Sainte-Bernadette de la Courbe                                       | Aytré                         |         | à géolocaliser                     |                |            |      | Image manquante Téléverser                                          |
| Chapelle Saint-Antoine du lycée agricole privé de Bois                        | Bois                          |         | à géolocaliser                     |                |            |      | Image manquante Téléverser                                          |
| Chapelle Saint-Pallais de Montignac                                           | Bougneau                      |         | à géolocaliser                     |                |            |      | Image manquante Téléverser                                          |
| Chapelle Saint-Jean-Baptiste de Lugéras                                       | Bussac-Forêt                  |         | à géolocaliser                     |                |            |      | Image manquante Téléverser                                          |
| Chapelle du château de Charron                                                | Charron                       |         | à géolocaliser                     |                |            |      | Image manquante Téléverser                                          |
| Chapelle Saint-Paul de Clion                                                  | Clion                         |         | 45° 27′ 59″ nord, 0° 29′ 21″ ouest |                |            |      | Chapelle Saint-Paul de Clion                                        |
| Chapelle Notre-Dame de Font Loreau                                            | Colombiers                    |         | à géolocaliser                     |                |            |      | Chapelle Notre-Dame de Font Loreau                                  |
| Chapelle Sainte-Radegonde de Courant                                          | Courant                       |         | à géolocaliser                     |                |            |      | Chapelle Sainte-Radegonde de Courant                                |
| Chapelle Saint-Saturnin de Crazannes                                          | Crazannes                     |         | à géolocaliser                     |                |            |      | Chapelle Saint-Saturnin de Crazannes                                |
| Chapelle de la Perroche                                                       | Dolus-d'Oléron                |         | 45° 54′ 04″ nord, 1° 17′ 56″ ouest | « PA00104670 » | Inscrit MH | 1988 | Chapelle de la Perroche                                             |
| Chapelle Notre-Dame-des-Sept-Douleurs de Fontaines-d'Ozillac                  | Fontaines-d'Ozillac           |         | à géolocaliser                     |                |            |      | Image manquante Téléverser                                          |
| Chapelle de la Maladrerie de Jonzac                                           | Jonzac                        |         | à géolocaliser                     |                |            |      | Image manquante Téléverser                                          |
| Chapelle Saint-Louis de La Brousse                                            | La Brousse                    |         | à géolocaliser                     |                |            |      | Image manquante Téléverser                                          |
| Chapelle Saint-Léonard de Cressac                                             | La Genétouze                  |         | à géolocaliser                     |                |            |      | Chapelle Saint-Léonard de Cressac                                   |
| Chapelle du château de Buzay                                                  | La Jarne                      |         | à géolocaliser                     |                |            |      | Image manquante Téléverser                                          |
| Chapelle Notre-Dame de l'Espérance                                            | La Rochelle                   |         | 46° 09′ 39″ nord, 1° 09′ 11″ ouest | « PA00104877 » | Inscrit MH | 1985 | Chapelle Notre-Dame de l'Espérance                                  |
| Chapelle Saint-Maurice de La Rochelle                                         | La Rochelle                   |         | 46° 09′ 52″ nord, 1° 10′ 37″ ouest |                |            |      | Chapelle Saint-Maurice de La Rochelle                               |
| Chapelle de la Sainte-Trinité de La Rochelle                                  | La Rochelle                   |         | 46° 09′ 48″ nord, 1° 08′ 52″ ouest |                |            |      | Chapelle de la Sainte-Trinité de La Rochelle                        |
| Chapelle de l'hôpital Saint-Louis de La Rochelle                              | La Rochelle                   |         | 46° 09′ 36″ nord, 1° 08′ 44″ ouest |                |            |      | Chapelle de l'hôpital Saint-Louis de La Rochelle                    |
| Chapelle du monastère de Sainte-Claire de La Rochelle                         | La Rochelle                   |         | à géolocaliser                     |                |            |      | Image manquante Téléverser                                          |
| Chapelle des Dames-Blanches de La Rochelle                                    | La Rochelle                   |         | 46° 09′ 36″ nord, 1° 08′ 53″ ouest |                |            |      | Chapelle des Dames-Blanches de La Rochelle                          |
| Chapelle du centre Jean-Baptiste Souzy des Minimes                            | La Rochelle                   |         | à géolocaliser                     |                |            |      | Image manquante Téléverser                                          |
| Chapelle Fromentin de La Rochelle                                             | La Rochelle                   |         | 46° 09′ 49″ nord, 1° 09′ 01″ ouest |                |            |      | Chapelle Fromentin de La Rochelle                                   |
| Chapelle Sainte-Anne de La Rochelle                                           | La Rochelle                   |         | à géolocaliser                     |                |            |      | Chapelle Sainte-Anne de La Rochelle                                 |
| Chapelle Saint-Joseph de Ronce-les-Bains                                      | La Tremblade                  |         | à géolocaliser                     |                |            |      | Image manquante Téléverser                                          |
| Chapelle Saint-Joseph du Grand-Village-Plage                                  | Le Grand-Village-Plage        |         | à géolocaliser                     |                |            |      | Chapelle Saint-Joseph du Grand-Village-Plage                        |
| Chapelle Sainte-Thérèse-de-l'Enfant-Jésus du Gua                              | Le Gua                        |         | à géolocaliser                     |                |            |      | Chapelle Sainte-Thérèse-de-l'Enfant-Jésus du Gua                    |
| Chapelle Notre-Dame-des-Flux-et-des-Reflux des Portes-en-Ré                   | Les Portes-en-Ré              |         | à géolocaliser                     |                |            |      | Chapelle Notre-Dame-des-Flux-et-des-Reflux des Portes-en-Ré         |
| Chapelle du château de la Gataudière                                          | Marennes                      |         | à géolocaliser                     |                |            |      | Image manquante Téléverser                                          |
| Chapelle de la Providence de Matha                                            | Matha                         |         | 45° 52′ 03″ nord, 0° 19′ 12″ ouest |                |            |      | Image manquante Téléverser                                          |
| Chapelle Notre-Dame-des-Sept-Douleurs de Croix Gente                          | Montendre                     |         | à géolocaliser                     |                |            |      | Chapelle Notre-Dame-des-Sept-Douleurs de Croix Gente                |
| Chapelle Saint-Babylas de Vallet                                              | Montendre                     |         | à géolocaliser                     |                |            |      | Chapelle Saint-Babylas de Vallet                                    |
| Chapelle Saint-Pierre de Chardes                                              | Montendre                     |         | à géolocaliser                     |                |            |      | Chapelle Saint-Pierre de Chardes                                    |
| Chapelle du séminaire de Montlieu-la-Garde                                    | Montlieu-la-Garde             |         | à géolocaliser                     |                |            |      | Image manquante Téléverser                                          |
| Chapelle de l'ermitage monolithe Saint-Martial de Mortagne-sur-Gironde        | Mortagne-sur-Gironde          |         | à géolocaliser                     |                |            |      | Image manquante Téléverser                                          |
| Chapelle Notre-Dame-des-Champs de Mosnac                                      | Mosnac                        |         | 45° 30′ 03″ nord, 0° 31′ 35″ ouest |                |            |      | Chapelle Notre-Dame-des-Champs de Mosnac                            |
| Chapelle Notre-Dame de Lauzières                                              | Nieul-sur-Mer                 |         | à géolocaliser                     |                |            |      | Image manquante Téléverser                                          |
| Chapelle du prieuré de Grand Oulme                                            | Nuaillé-sur-Boutonne          |         | à géolocaliser                     |                |            |      | Image manquante Téléverser                                          |
| Chapelle Saint-Léonard de Pisany                                              | Pisany                        |         | à géolocaliser                     |                |            |      | Chapelle Saint-Léonard de Pisany                                    |
| Chapelle Saint-Gilles de Pons                                                 | Pons                          |         | 45° 34′ 43″ nord, 0° 32′ 45″ ouest | « PA00104842 » | Classé MH  | 1879 | Chapelle Saint-Gilles de Pons                                       |
| Chapelle des Ursulines de Pons                                                | Pons                          |         | 45° 34′ 41″ nord, 0° 32′ 55″ ouest |                |            |      | Chapelle des Ursulines de Pons                                      |
| Chapelle du collège Saint-Louis de Pont-l'Abbé-d'Arnoult                      | Pont-l'Abbé-d'Arnoult         |         | à géolocaliser                     |                |            |      | Image manquante Téléverser                                          |
| Chapelle du château de Panloy                                                 | Port-d'Envaux                 |         | à géolocaliser                     |                |            |      | Image manquante Téléverser                                          |
| Chapelle du sanctuaire des prêtres réfractaires de Port-des-Barques           | Port-des-Barques              |         | 45° 56′ 55″ nord, 1° 05′ 46″ ouest |                |            |      | Chapelle du sanctuaire des prêtres réfractaires de Port-des-Barques |
| Chapelle Libération de Rochefort                                              | Rochefort                     |         | 45° 56′ 42″ nord, 0° 58′ 32″ ouest |                |            |      | Chapelle Libération de Rochefort                                    |
| Chapelle de l'hôpital Saint-Charles de Rochefort                              | Rochefort                     |         | 45° 56′ 29″ nord, 0° 57′ 45″ ouest |                |            |      | Image manquante Téléverser                                          |
| Chapelle du cimetière de la Marine, dit Petit Cimetière de Rochefort          | Rochefort                     |         | 45° 56′ 44″ nord, 0° 57′ 57″ ouest |                |            |      | Image manquante Téléverser                                          |
| Chapelle du collège Sainte-Marie-de-la-Providence de Rochefort                | Rochefort                     |         | 45° 56′ 14″ nord, 0° 57′ 35″ ouest |                |            |      | Chapelle du collège Sainte-Marie-de-la-Providence de Rochefort      |
| Chapelle Notre-Dame-d'Espérance de Rochefort                                  | Rochefort                     |         | 45° 56′ 00″ nord, 0° 57′ 32″ ouest |                |            |      | Chapelle Notre-Dame-d'Espérance de Rochefort                        |
| Chapelle Saint-Joseph de Rochefort                                            | Rochefort                     |         | à géolocaliser                     |                |            |      | Image manquante Téléverser                                          |
| Chapelle Saint-Jean de Marne-Yeuse                                            | Royan                         |         | 45° 37′ 31″ nord, 1° 00′ 12″ ouest |                |            |      | Chapelle Saint-Jean de Marne-Yeuse                                  |
| Chapelle de Brasseau                                                          | Rétaud                        |         | 45° 41′ 36″ nord, 0° 43′ 14″ ouest |                |            |      | Image manquante Téléverser                                          |
| Chapelle du prieuré de Montierneuf                                            | Saint-Agnant                  |         | 45° 52′ 33″ nord, 0° 56′ 59″ ouest |                |            |      | Image manquante Téléverser                                          |
| Chapelle superposées de l'ancienne abbaye de Fontdouce de Saint-Bris-des-Bois | Saint-Bris-des-Bois           |         | 45° 46′ 12″ nord, 0° 27′ 27″ ouest |                |            |      | Image manquante Téléverser                                          |
| Chapelle Saint-Laurent de Chez Genty                                          | Saint-Ciers-Champagne         |         | 45° 26′ 27″ nord, 0° 15′ 34″ ouest |                |            |      | Image manquante Téléverser                                          |
| Chapelle Saint-Martin de Saçay de Saint-Martin                                | Saint-Hilaire-de-Villefranche |         | 45° 52′ 04″ nord, 0° 33′ 29″ ouest |                |            |      | Chapelle Saint-Martin de Saçay de Saint-Martin                      |
| Chapelle du couvent des Bénédictines de Saint-Jean-d'Angély                   | Saint-Jean-d'Angély           |         | 45° 56′ 46″ nord, 0° 31′ 09″ ouest |                |            |      | Chapelle du couvent des Bénédictines de Saint-Jean-d'Angély         |
| Chapelle Notre-Dame-de-l'Isle des Racauds                                     | Saint-Léger                   |         | 45° 36′ 23″ nord, 0° 32′ 09″ ouest |                |            |      | Chapelle Notre-Dame-de-l'Isle des Racauds                           |
| Chapelle Notre-Dame-des-Aviateurs                                             | Saint-Palais-sur-Mer          |         | 45° 38′ 47″ nord, 1° 06′ 18″ ouest |                |            |      | Chapelle Notre-Dame-des-Aviateurs                                   |
| Chapelle Notre-Dame-des-Champs de Saint-Sauveur-d'Aunis                       | Saint-Sauveur-d'Aunis         |         | 46° 12′ 14″ nord, 0° 53′ 31″ ouest |                |            |      | Image manquante Téléverser                                          |
| Chapelle du Port Notre-Dame                                                   | Sainte-Marie-de-Ré            |         | 46° 08′ 56″ nord, 1° 18′ 13″ ouest |                |            |      | Image manquante Téléverser                                          |
| Chapelle Saint-Sauveur de Sainte-Marie-de-Ré                                  | Sainte-Marie-de-Ré            |         | 46° 08′ 58″ nord, 1° 19′ 38″ ouest |                |            |      | Image manquante Téléverser                                          |
| Chapelle Providence de Saintes                                                | Saintes                       |         | 45° 44′ 51″ nord, 0° 38′ 14″ ouest |                |            |      | Image manquante Téléverser                                          |
| Chapelle des Gautiers                                                         | Saintes                       |         | 45° 43′ 02″ nord, 0° 40′ 47″ ouest |                |            |      | Image manquante Téléverser                                          |
| Chapelle des Jésuites de Saintes                                              | Saintes                       |         | 45° 44′ 39″ nord, 0° 38′ 04″ ouest |                |            |      | Chapelle des Jésuites de Saintes                                    |
| Chapelle Saint-Pierre de Saintes                                              | Saintes                       |         | 45° 44′ 47″ nord, 0° 38′ 02″ ouest |                |            |      | Chapelle Saint-Pierre de Saintes                                    |
| Chapelle de la petite rue du séminaire de Saintes                             | Saintes                       |         | 45° 45′ 01″ nord, 0° 37′ 57″ ouest |                |            |      | Image manquante Téléverser                                          |
| Chapelle de la place aux herbes                                               | Saintes                       |         | à géolocaliser                     |                |            |      | Chapelle de la place aux herbes                                     |
| Chapelle du prieuré Saint-Gilles de Surgères                                  | Surgères                      |         | 46° 06′ 11″ nord, 0° 44′ 40″ ouest | « PA17000067 » | Inscrit MH | 2004 | Chapelle du prieuré Saint-Gilles de Surgères                        |
| Chapelle du prieuré Saint-Jean des Arènes                                     | Thénac                        |         | 45° 41′ 38″ nord, 0° 37′ 18″ ouest |                |            |      | Chapelle du prieuré Saint-Jean des Arènes                           |